# Karin Junker
Pour les articles homonymes, voir Junker (homonymie).
Karin Junker, née le 24 décembre 1940 à Düsseldorf, est une femme politique allemande.
Membre du Parti social-démocrate d'Allemagne, elle est députée européenne de 1989 à 2004.